# 오모리마치역
오모리마치역(일본어: 大森町駅、おおもりまちえき)은 도쿄도 오타구에 있는 철도역이다.

## 역 구조
상대식 승강장 2면 2선의 고가역이다.

### 타는 곳
| 1 | 게이큐 본선 | 게이큐 가마타·요코하마·가미오오카·우라가 방면 공항선 하네다 공항 제1·제2터미널 방면 즈시 선 즈시·하야마 방면 구리하마 선 게이큐 구리하마·미사키구치 방면               |
| 2 | 게이큐 본선 | 시나가와·센가쿠지 방면 도영 지하철 아사쿠사 선 니혼바시·아사쿠사·오시아게 방면 게이세이 선 다카사고·후나바시·나리타 공항 방면 호쿠소 선 신카마가야·인바니혼이다이 방면 |

## 이용 현황
2015년 1일 평균승하차인원 20,039명.

## 역세권 정보
- 경시청 오모리 경찰서
- 오모리가쿠엔 고등학교
- 국도 제15호선
- 국도 제131호선
- 오모리 해변공원

## 역사
- 1952년 12월 15일: 영업 개시.
- 1982년 3월: 승강장 유치장 6량편성으로 연장.
- 1984년 12월: 역사개축공사 완성.
- 2001년 1월: 고가화 공사 개시.
- 2007년 4월 29일: 구내 건널목 철거.
- 2010년 5월 16일: 2번 승강장 홈이 고가화
- 2012년 10월 21일: 1번 승강장의 고가화로 인한 고가화 공사 완료.

## 갤러리

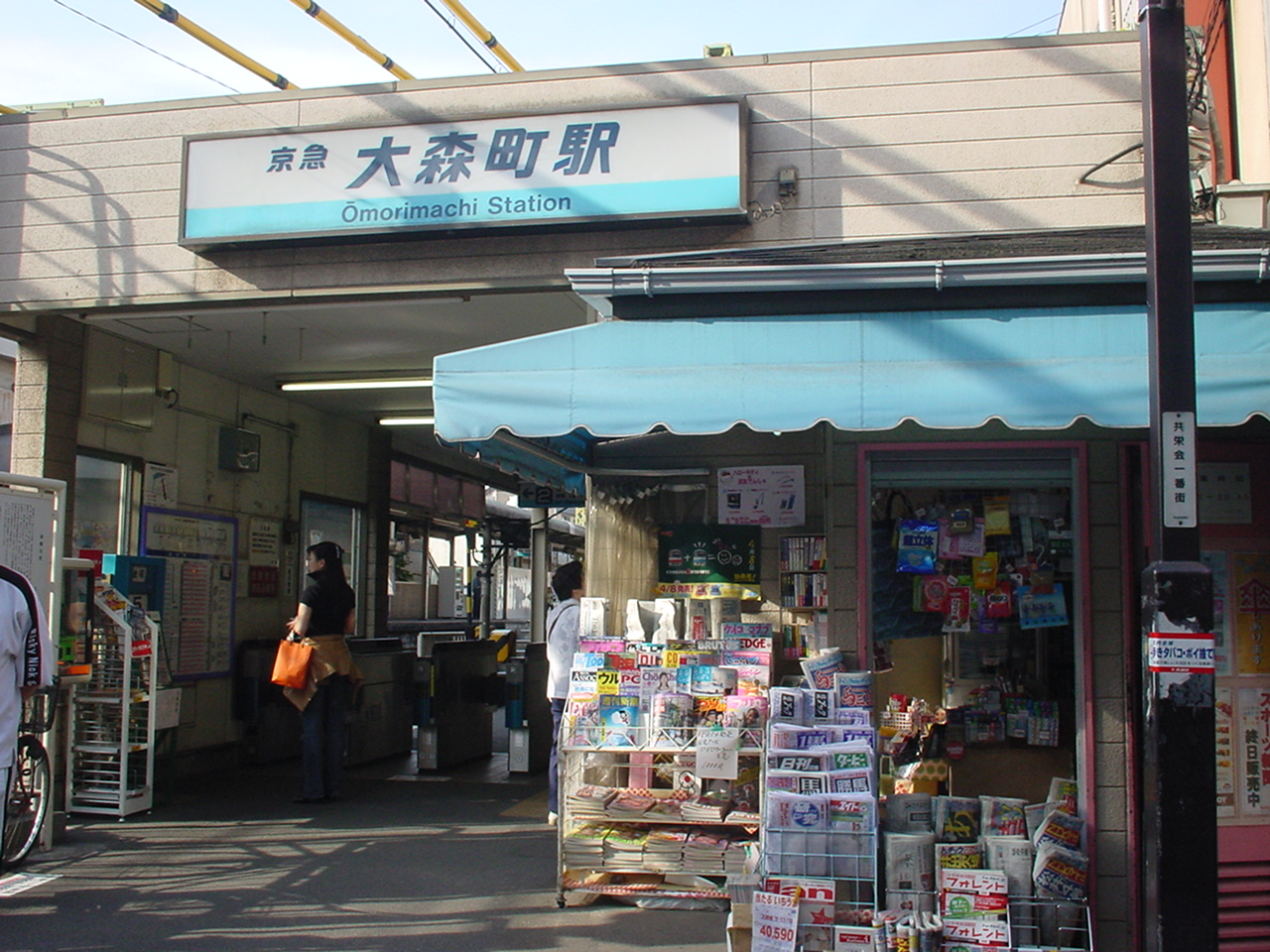
구역사 (2006년 5월 5일)

## 인접역
| 게이힌 급행 전철 본선         | 게이힌 급행 전철 본선 | 게이힌 급행 전철 본선       |
| ----------------------------- | --------------------- | --------------------------- |
| KK08 헤이와지마 시나가와 방면 | ■ 보통                | 우메야시키 KK10 우라가 방면 |